# Бовтиська сільська рада
Бо́втиська сільська́ ра́да — адміністративно-територіальна одиниця та орган місцевого самоврядування в Олександрівському районі Кіровоградської області. Адміністративний центр — село Бовтишка. Внаслідок адміністративно-територіальної реформи 2020 року приєднано до Олександрівської селищної ради Кропивницького району Кіровоградської області

## Загальні відомості
- Населення ради: 822 особи (станом на 2001 рік)

## Населені пункти
Сільській раді були підпорядковані населені пункти:
- с. Бовтишка

## Склад ради
Рада складалася з 12 депутатів та голови.
- Голова ради: Скляренко Василь Іванович
- Секретар ради:

### Керівний склад попередніх скликань
| Прізвище, ім'я, по батькові | Основні відомості                                   | Дата обрання | Дата звільнення |
| --------------------------- | --------------------------------------------------- | ------------ | --------------- |
| Шурапова Любов Федорівна    | Сільський голова, 1953 року народження              | 26.03.2006   | 31.10.2010      |
| Воєводін Володимир Петрович | Сільський голова, 1948 року народження, освіта вища | 31.10.2010   | 25.10.2015      |
| Скляренко Василь Іванович   | Сільський голова, 1966 року народження, освіта вища | 25.10.2015   | 30.10.2020      |

Примітка: таблиця складена за даними сайту Верховної Ради України та ЦВК

### Депутати VII скликання
За результатами місцевих виборів 2015 року депутатами ради стали:

#### За суб'єктами висування
| Суб'єкт висування                          | Кількість обраних депутатів | %     |
| ------------------------------------------ | --------------------------- | ----- |
| Самовисування                              | 8                           | 66.67 |
| Партія Блок Петра Порошенка «Солідарність» | 3                           | 25.00 |
| Аграрна партія України                     | 1                           | 8.33  |

#### За округами
| № округу | Прізвище, ім'я, по батькові    | Ким висунуто                                | Дата нар.  | Освіта              | Партійна приналежність | Відомості                                                    |
| -------- | ------------------------------ | ------------------------------------------- | ---------- | ------------------- | ---------------------- | ------------------------------------------------------------ |
| 1        | Дубівка Людмила Валентинівна   | Самовисування                               | 11.11.1968 | загальна середня    | безпартійна            | Бовтиська сільська рада, землевпорядник                      |
| 2        | Мілютіна Тетяна Іванівна       | Самовисування                               | 10.09.1970 | вища                | безпартійна            | Бовтиська сільська рада, спеціаліст з бухгалтерського обліку |
| 3        | Петренко Наталія Олександрівна | Самовисування                               | 06.12.1961 | загальна середня    | безпартійна            | Олександрівський територіальний центр, соціальний працівник  |
| 4        | Капкан Надія Михайлівна        | Самовисування                               | 25.10.1961 | загальна середня    | безпартійна            | Бовтиська сільські рада, секретар                            |
| 5        | Рибалка Ганна Іванівна         | Самовисування                               | 15.06.1960 | загальна середня    | безпартійна            | Бовтиський сільські будинок культури, директор СБК           |
| 6        | Остапенко Марина Анатолівна    | ПАРТІЯ "БЛОК ПЕТРА ПОРОШЕНКА «СОЛІДАРНІСТЬ» | 10.07.1981 | професійно-технічна | безпартійна            | Бовтиський НВК, техпрацівник                                 |
| 7        | Дубівка Юрій Михайлович        | Самовисування                               | 12.10.1966 | загальна середня    | безпартійний           | Тимчасово безробітній                                        |
| 8        | Капкан Віктор Миколайович      | Аграрна партія України                      | 24.03.1961 | загальна середня    | безпартійний           | Бовтиський НВК, старший кочегар                              |
| 9        | Ковтун Ніна Іванівна           | Самовисування                               | 13.11.1965 | загальна середня    | безпартійна            | Тимчасово безробітній                                        |
| 10       | Капкан Сергій Вікторович       | ПАРТІЯ "БЛОК ПЕТРА ПОРОШЕНКА «СОЛІДАРНІСТЬ» | 07.06.1967 | загальна середня    | безпартійний           | ФОП, одноосібник                                             |
| 11       | Бабенко Григорій Семенович     | Самовисування                               | 22.01.1960 | загальна середня    | безпартійний           | Тимчасово безробітній                                        |
| 12       | Новіцька Алла Григорівна       | ПАРТІЯ "БЛОК ПЕТРА ПОРОШЕНКА «СОЛІДАРНІСТЬ» | 21.01.1967 | загальна середня    | безпартійна            | Бовтиський ФАП, молодша сестра                               |

## Населення
Згідно з переписом УРСР 1989 року чисельність наявного населення сільської ради становила 1380 осіб, з яких 602 чоловіки та 778 жінок.
За переписом населення України 2001 року в сільській раді мешкали 822 особи.

### Мова
Розподіл населення за рідною мовою за даними перепису 2001 року:
| Мова       | Відсоток |
| ---------- | -------- |
| українська | 98,18 %  |
| російська  | 1,82 %   |